# Kasteel Crayestein
Kasteel Crayestein (anderen benamingen voor het kasteel waren: kasteel Kraaienstein, kasteel van Sleydrecht, Crayensteyn.) was een stenensterkte die gelegen was in het ambacht van Crayestein in de Grote Waard. De sterkte is rond 1250 gebouwd voor Zeger van Riede.

## Geschiedenis
De locatie werd beschreven als liggend aan het einde van het ambacht Crayestein, gebouwd op een duin of terp, recht tegenover de kerk van het huidige Sliedrecht. Deze plaats bestond toen nog als Oversleydrecht (aan de overkant van de Merwede) en Sleydrecht dat in de nabijheid van het kasteel lag).
Stichter Zeger van Riede liet het kasteel na aan zijn dochter Sophia en haar man Herberen van Drongelen, die vermoedelijk ook in verband kunnen worden gebracht met de stichting van het Huis Crayestein te Tricht. Het kasteel zou een belangrijke rol hebben vervuld tijdens het Beleg van Dordrecht in 1299. De rechterhand van Wolfert I van Borselen, Aloud van Ierseke nam de sterkte in als basis om Dordrecht te veroveren en sloeg vervolgens het beleg om de stad. Bij een stadsuitbraak joegen de burgers van Dordrecht Aloud en zijn mannen naar het kasteel terug waar ze hen kort belegerden en vervolgens Aloud van Ierseke doodsloegen. Het kasteel was in vrediger tijden vaak een verzamelpunt voor de valkenjacht in onder meer de Alblasserwaard en Tiesselingerwaard. Het is bekend dat de heer Jan II van Blois er verbleef in 1365.

### Bezitters
- Zeger van Riede (? - 1280)
- Sophia I van Crayestein (1250 - overl., 1303) ~ Herbaren van Drongelen (1250-1323), na het overlijden van Sophia in 1303 zou Herbaren commandeur bij de Duitse Orde binnen Utrecht zijn geworden.
- Zeger van Crayestein (1270-?)
- Aernout van Crayestein (1290 - overl., 1339), wordt twee keer genoemd in 1315 en een keer in 1332.
- Herbaren van Crayestein (1310-?), was de zoon en opvolger van Aernout.
- Sophia II van Crayestein (1310-?), was een dochter van Aernout en opvolger van haar broer Herbaren, ze huwde Dirck van Teylingen (ca. 1300-1345) in 1329, deze sneuvelde bij de Slag bij Warns.
- Simon van Teylingen (1315-1374), opvolger en kastelein van Geertruidenberg vanaf 1362.
- Sophia van Teylingen en Crayestein (ca. 1330-?) ~ Willem van Naeldwijk (1340-1393)
- Hendrik van Naeldwijk (1367-1427)

## Verval na 1421
Na de Sint-Elisabethsvloed was het gebied bij het kasteel door wateroverlast onbruikbaar geworden en de bewoners trokken naar de overzijde van de Merwede waar de kasteelheer Hendrik van Naaldwijk de nederzetting Naeldwijck stichtte. De schade aan het kasteel bleef beperkt doordat het op een hoogte was gebouwd maar naarmate de jaren verstreken raakte het in verval door plunderingen en achterstallig onderhoud. In 1537 en 1561 wordt het kasteel nog vermeld als ruïne, maar in 1592 zijn de resten door de rivier verzwolgen. In 1889 komt het slot weer ter sprake als de fundamenten een bedreiging vormen voor het steeds drukker wordende scheepvaartverkeer. Ze worden daarom verwijderd.
De locatie van het kasteel moet gezocht worden op het huidige Derde Merwedehaventerrein aan de Baanhoekweg in Dordrecht. Aan de westzijde liggen de golfvelden van Crayestein die vernoemd zijn naar het ambacht en het kasteel.
Abbenbroek · Abspoel · Adegeest · Slot Alkemade ·  Altena · Arkelsburg · Bellesteyn · Huis ten Berghe · Binckhorst · Binnenhof · Blijdestein · Te Blotinghe · Boekenburg · Boekhorst · Boshuysen · Bulgersteyn · Burcht (Leiden) · Burcht (Voorne) · Slot Capelle · Coebel · Cranenburg · Crayestein · Cronesteyn · Crooswijk · Develstein · 't Huys Dever · Dirks Steenhuis · Ter Does · Duivenstein · Duivenvoorde · Endegeest · Endepoel · Foreest · Giessenburg · Gravensteen · Groot Haesebroek · 's Heeraartsberg · Hof van Wateringen · Holy · Slot Honingen · Kasteel van de Heren van Arkel · Kasteel van Gouda · Keenenburg · Kasteel Keukenhof · Klein Poelgeest · Huis te Langerak · Langestein · Huis te Liesveld · Ter Lips · De Loo · Madeburcht · Marenburch · Meerburg · Huis te Merwede · Huis ter Mey · Kasteel van der Meye · Niemandsvriend · Noordeloos · Oud-Berendrecht · Oud-Poelgeest · Oud Teylingen · Paddenpoel · Persijn · Groot Poelgeest · Hof van Putten · Puttensteyn · Landgoed De Raephorst · Kasteel Ravesteyn · Kasteel van Rhoon · Rijnegom · Rijnenburg · Huis te Riviere · Rodenburg · Hofstad Rodenrijs · Rodenrijs · Rosenburgh · Huis Roucoop · Santhorst · Schelluinderberg · Schonenburg · Kasteel van Schoonhoven · Souburgh · Spangen · Starrenburg · Huis ter Specke · Steenvoorde · Stenevelt · Slot Teylingen · Den Toll · Torenvliet · Slot Valckesteyn · Huis ter Waard · Warmont · Ter Weer · Hof van Wena · Kasteel Westerbeek · Huis te Woude · Kasteel van IJsselmonde · 't Zand · Huis Zevender · Kasteel aan de Zevender · Zijlhof · Zonneveld · Huis Zuidwijk · Zwieten